# Гришина, Валентина Дмитриевна
Валентина Дмитриевна Гришина (Смирнова) (1927—2014) — советский передовик производства в сельском хозяйстве. Герой Социалистического Труда (1951).
Сестра — Г. Д. Смирнова.

## Биография
Родилась 13 августа 1927 года в деревне Следово (ныне — в Судиславском районе Костромской области) в крестьянской семье.
С 1936 года семья Смирновых переехали жить в посёлок Караваево, вся семья устроились работать в местный племенной совхоз.
С 1941 по 1945 годы в период Великой Отечественной войны В. Д. Смирнова работала санитаркой в ветеринарной лечебнице. В 1947 году она вернулась на совхозную ферму и стала работать со своей старшей сестрой Галиной Смирновой, в будущем Героем Социалистического Труда. В. Д. Смирновой сразу доверили группу племенных коров породы костромская, выведенную в конце 1930-х годов местными животноводами под руководством зоотехника совхоза С. И. Штеймана.
12 июля 1949 года Указом Президиума Верховного Совета СССР «за получение от 8 коров по 5207 килограммов молока с содержанием 202 кг молочного жира и за высокие показатели в труде» Валентина Дмитриевна Смирнова была награждена Орденом Ленина.
3 декабря 1951 года Указом Президиума Верховного Совета СССР «за получение высокой продуктивности животноводства в 1950 году от 8 коров по 6620 килограммов молока с содержанием 241 кг молочного жира в среднем от коровы за год» Валентина Дмитриевна Смирнова была удостоена звания Героя Социалистического Труда с вручением Ордена Ленина и золотой медали «Серп и Молот».
После тринадцати лет работы дояркой В. Д. Гришина по состоянию здоровья перешла работать на молокозавод до выхода на пенсию.
Умерла 11 ноября 2014 года в посёлке Караваево, Костромской области.

## Награды
- Медаль «Серп и Молот» (3.12.1951)
- Два Ордена Ленина (12.07.1949, 3.12.1951)
- Медаль «За трудовую доблесть»
- Медаль «За доблестный труд в Великой Отечественной войне 1941—1945 гг.»